# Сезонное пиво
Сезонное пиво, также сэзон (фр. Saison) — сезонное летнее бельгийское пиво, тип эля, традиционно производившийся в Валлонии, франкоязычной части Бельгии. В настоящее время благодаря развитию крафтового пивоварения варится повсеместно. Французский аналог сэзона называется бьер-де-гард.

## История и характеристики
Эль от средне-крепкого до крепкого, характерного жёлто-оранжевого цвета, с высокой карбонизацией, высокой хмелевостью, фруктовый и сухой, хорошо утоляет жажду в летние месяцы. В прошлом, до появления холодильных установок, пиво варили в конце зимы или весной и хранили до наступления теплых месяцев. Оно имеет высокое содержание алкоголя, чтобы быть в состоянии выдержать несколько месяцев, но не настолько крепкое, как другие виды бельгийского пива, так что летом утоляет жажду и освежает.
В настоящее время сезонное пиво производится круглый год на небольших фермерских пивоваренных заводах. Есть варианты с различным содержанием алкоголя (домашнее пиво с содержанием алкоголя около 5 %, типичное экспортное пиво — с 6,5 % и более крепкие версии, с содержанием алкоголя 8 % или более). С увеличением содержания спирта снижается сладость, увеличивается горечь и кислотность пива. Используется как пильзнерский солод, так и венский и/или мюнхенский солод для придания цвета. Могут использоваться добавки, такие как сахар и мёд, а также травы и другие ингредиенты для придания вкуса и полноты. Хмелевая горечь и вкус более заметны, чем у других видов бельгийского пива. Иногда сезонное пиво охмеляют сухим способом; обычно используют благородные сорта хмеля, например Styrian или East Kent Goldings.
Обычно ярко-оранжевого цвета, но может быть янтарным или золотистым. Пиво обладает слабой или хорошей прозрачностью, слегка мутное, когда нефильтрованное, сильно газированное, с плотной, устойчивой белой пеной. Отличается фруктовым, хмелевым ароматом и пряным, терпким и фруктовым вкусом с цитрусовыми нотками апельсина или лимона.
Содержание спирта в диапазоне от 5,0 до 8,5 %.

## Торговые марки
Примеры торговых марок: Saison Dupont, Foret and Moinette Blonde, Fantome Saison(s), Saison de Pipaix and La Folie, Saison Silly, Saison Regal, Saison Voisin, Lefebvre Saison 1900, Ellezelloise Saison 2000, Brooklyn Saison, Southampton Saison, New Belgium Saison, West Ashley, Paradox Saison.